# آکوستا ۱۸۷۹۶
سیارک ۱۸۷۹۶ (به انگلیسی: 18796 Acosta، نامگذاری:1999JH64) هجده هزار و هفتصد و نود و ششمین سیارک کشف شده‌است که در ۱۰ مه ۱۹۹۹ کشف شد.
قدر مطلق سیارک برابر ۱۴.۸ است.